# Villefranche-d'Albigeois
Villefranche-d'Albigeois är en kommun i departementet Tarn i regionen Occitanien i södra Frankrike. Kommunen ligger i kantonen Villefranche-d'Albigeois som tillhör arrondissementet Albi. År 2022 hade Villefranche-d'Albigeois 1 235 invånare.

## Befolkningsutveckling
Antalet invånare i kommunen Villefranche-d'Albigeois
| Referens: INSEE |